# Schloss Grünenfurt

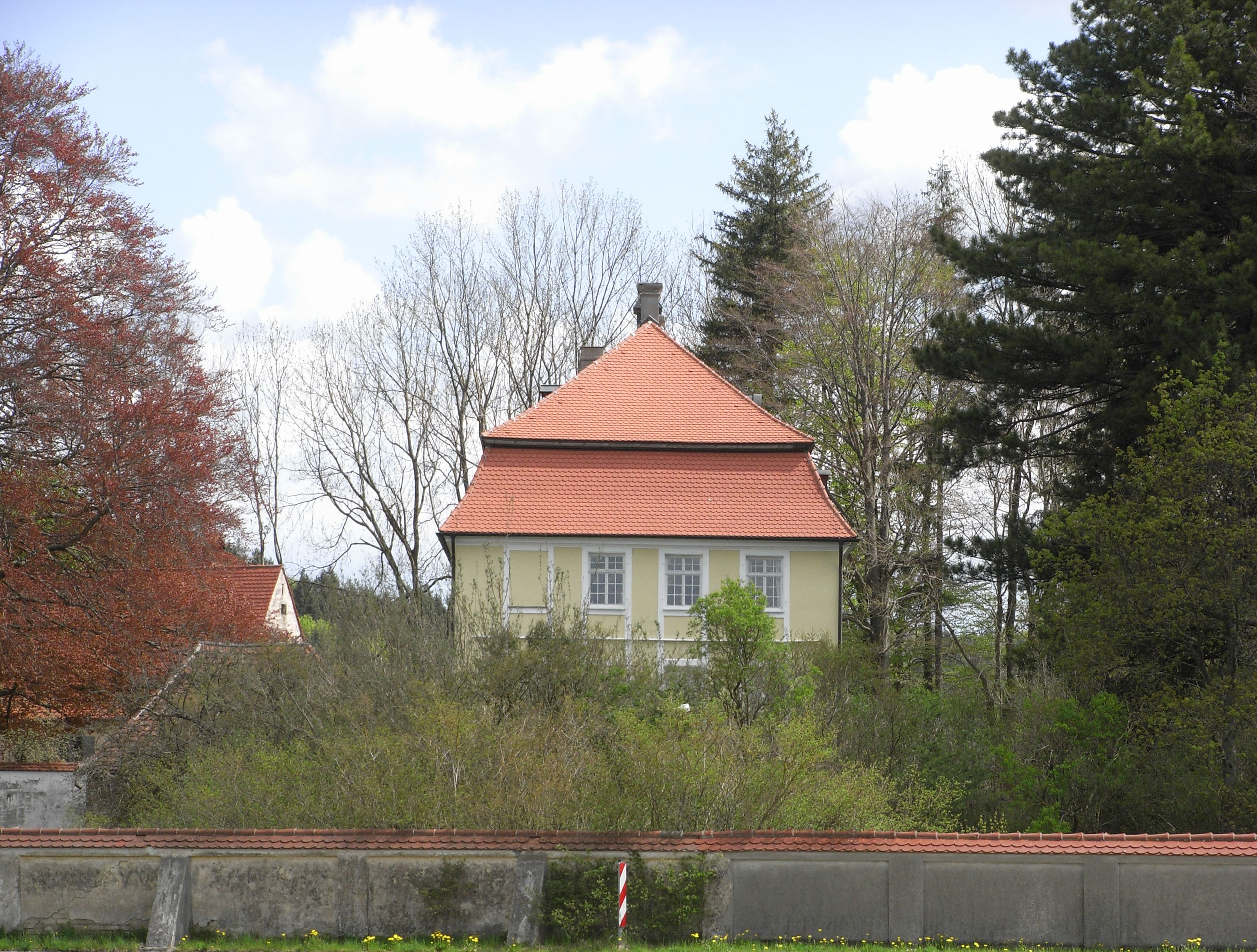
Schloss Grünenfurt (2008)

Das Schloss Grünenfurt ist ein Landschloss und wurde von 1737 bis 1738 erbaut. Es steht im Stadtteil Grünenfurt der oberschwäbischen Stadt Memmingen und steht unter Denkmalschutz. Umrahmt von einem englischen Landschaftsgarten, geht die heutige Anlage auf einen Vorgänger aus der Zeit der Renaissance zurück. Im 18. Jahrhundert teilweise niedergelegt und im Stil des Spätbarocks neu errichtet, befindet es sich heute in Privatbesitz und kann nicht besichtigt werden. Derzeitiger Bewohner ist der deutsche Botschafter außer Dienst Alexander von Rom.

## Geschichte

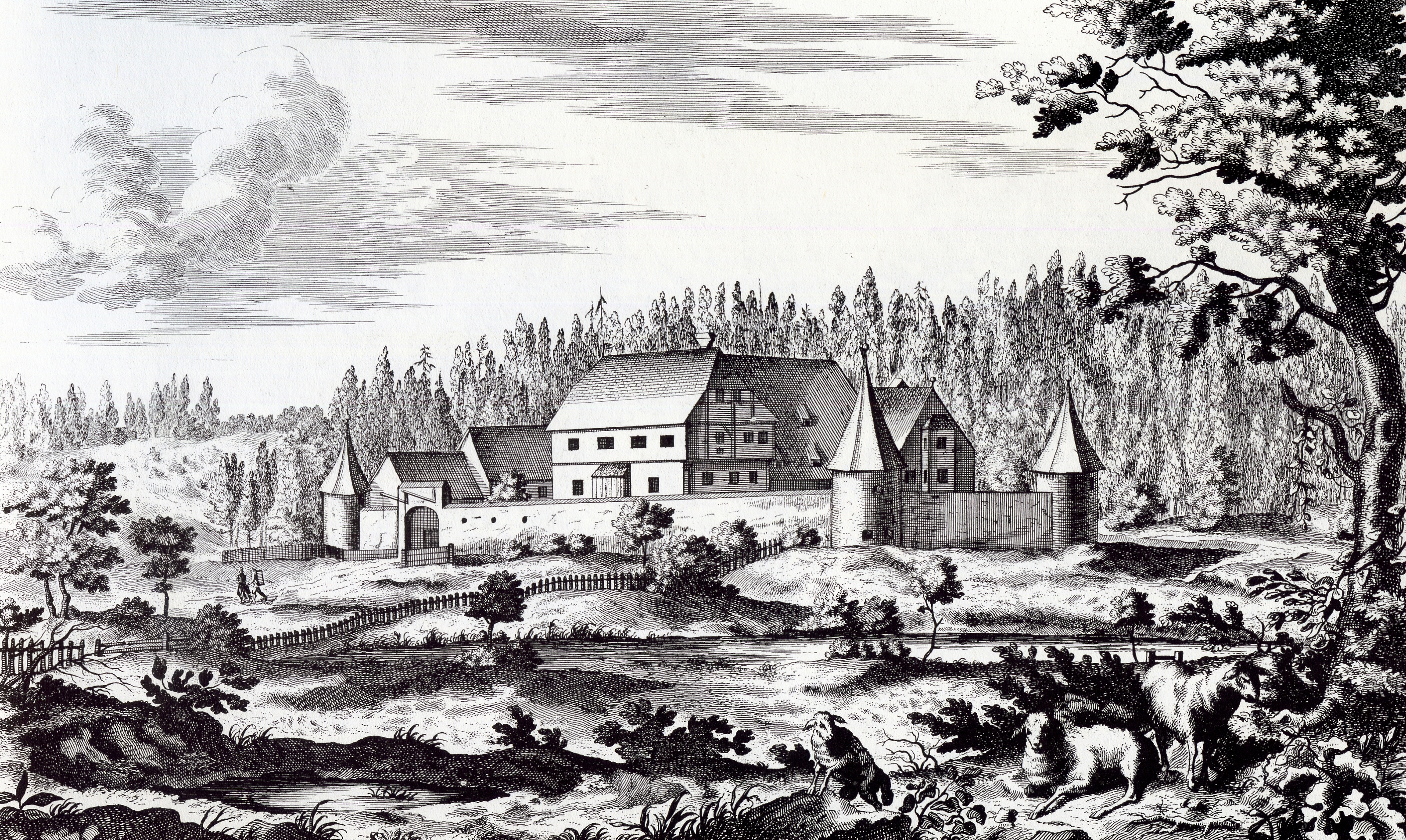
Der Vorgängerbau des heutigen Schlosses um 1720

Der Vorgänger des heutigen Schlosses war ein von Weihern umgebener befestigter Landsitz, den vermutlich jenes Amendinger Ortsadelsgeschlecht errichten ließ, das später auch die Eisenburg erbaute. Die Bauzeit des Landsitzes ist nicht bekannt. Johann von Scheidlin aus Augsburg ließ ihn fast vollständig abbrechen und dort von 1737 bis 1738 das heutige Gebäude errichten. Die zugehörigen Wirtschaftsgebäude wurden von dem Vorgängerbau übernommen und stammen im Kern aus dem 16. oder 17. Jahrhundert. Im 18. Jahrhundert wurden im Garten zwei Holzpavillons gebaut, die noch vorhanden sind.
Die Eigentümer des Landschlosses wechselten mehrfach. 1455 kam es beim Kauf der Herrschaft Eisenburg in deren Besitz der Sättelin. Im 16. Jahrhundert war die Familie Freyburg Besitzer, 1608 ging Grünenfurt an Eitel Neubronner. Dessen Nachfolger verkaufte es 1721 für 1000 Gulden an das Memminger Unterhospital. 1737 erwarb der Augsburger Bürger Scheidlin Grünenfurt und errichtete das heutige Gebäude. Anschließend kam das Schloss wieder zum Unterhospital, das die Anlage aber bereits 1748 wieder verkaufte. Bis 1823 war Johann Jakob Unold Eigentümer, danach erwarb Melchior von Stoll das Schloss. Es wird gegenwärtig noch von den Nachkommen, die wegen Einheirat von Rom heißen, bewohnt.

## Beschreibung
Das Anwesen liegt inmitten des Ortsteils Grünenfurt, zwischen Eisenburg und Memmingen. Nördlich des Schlosses verläuft der Weidenbach, südlich der Haienbach, beide vereinen sich nordöstlich des Schlosses zum Haienbach. Die Schlossanlage besteht aus einem Herrenhaus und mehreren Ökonomiegebäuden, die einen Schlosshof umrahmen. Zugang gewährt eine Brücke, die von einem Rundturm mit Kegeldach geschützt wird. Beide Bauten stammen von einer ersten renaissancezeitlichen Anlage. Die Gebäude sind von einem Schlosspark im englischen Stil umgeben.

### Bauten und Park

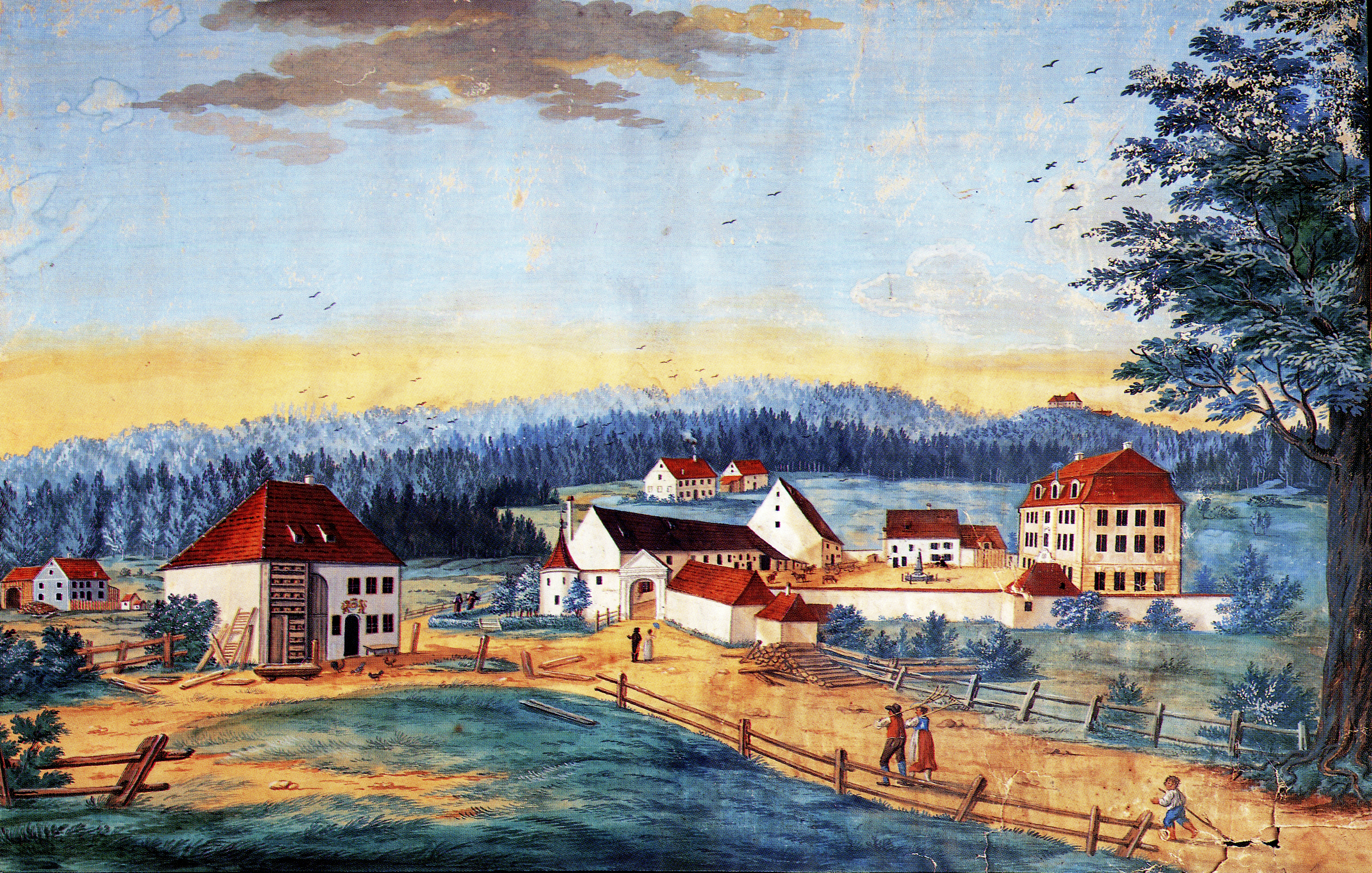
Das Schloss um 1820

Das Herrenhaus ist ein dreigeschossiger, stattlicher Rokokobau mit sieben zu vier Achsen und einem Mansarddach. Das Erdgeschoss ist genutet und durch Lisenen gegliedert. Das Portal an der Südseite rahmen Pilaster und ein geschwungenes Gebälk ein. Über der Tür ist ein Sandstein mit dem Wappen der Erbauerfamilie Scheidlin und der Jahreszahl 1734 angebracht. Das Mittelfenster ist geschwungen bekrönt. Schlanke Eichenholzbaluster umlaufen dreiseitig das Treppenhaus. Im ersten Obergeschoss befindet sich ein Saal, der auch Blauer Salon genannt wird, mit einer Stuckdecke aus Bandelwerk, Blattvoluten und Muschelwerk. Die Eckkartuschen sind mit Vasen verziert. In den Kartuschen über den Wandmitten befinden sich Putten als Allegorien der vier Jahreszeiten. Im Saal steht ein zweigeschossiger Ofen mit einem Unterteil aus Gusseisen, der mit Muscheldekor verziert ist. Der Kachelaufsatz trägt Volutenvorlagen und reiches Rocailledekor bestückt Die Bekrönung ist als Vase gestaltet. Das Südwestzimmer des ersten Obergeschosses hat eine Stuckdecke mit Bandel- und Blattwerk. Der sogenannte Ahnensaal des Schlosses mit einer Stuckdecke aus Wappen, Bandel- und Blattwerk befindet sich im zweiten Obergeschoss. Die übrigen Zimmer tragen schlichten Rahmenstuck. Sie ähneln den Arbeiten des Stuckateurs Johannes Schütz.
Eine Gartenmauer mit einem stichbogigen Portal an der Westseite umgibt das Schloss. Innerhalb der Ummauerung befindet sich nördlich des Herrenhauses ein rechteckiger Wirtschaftshof, flankiert von einstöckigen Stallgebäuden mit Walmdächern. Außerhalb der Ummauerung liegt im Nordosten ein weiterer, zweigeschossiger Wirtschaftshof, der im Kern aus dem 16. oder 17. Jahrhundert stammt. Zwei Stallgebäude westlich des Schlosses tragen Walmdächer mit Krangauben.
Ein Holzpavillon im Park mit geschwungenem Dach ist wohl im 18. Jahrhundert entstanden. Eine Sommerlinde im südlichen Bereich des Schlossgartens ist als Naturdenkmal eingetragen.

### Inneneinrichtung
Schloss Grünenfurt beherbergt eine umfangreiche Sammlung von Ahnenporträts, die Mitglieder aus dem Patriziat der Freien Reichsstadt Memmingen zeigen und zum Teil noch vom Ende des 16. Jahrhunderts stammen. Zwei der wertvollsten Gemälde, die von Bernhard Strigel angefertigten Porträts von Hans Rott und seiner Frau Margarethe Vöhlin aus dem Jahr 1527, wurden 1922 verkauft und befinden sich seit 1947 in der National Gallery of Art in Washington.

Margarethe Rott geb. Vöhlin
Hans Rott